# Panarctic-Oils-Flug 416
Auf dem Panarctic-Oils-Flug 416 verunglückte am 30. Oktober 1974 eine am Flughafen Edmonton gestartete Passagiermaschine des Typs Lockheed L-188 Electra kurz vor der Landung auf dem Rea Point Airfield auf Melville Island in der kanadischen Arktis. Die Maschine schlug auf der vereisten Oberfläche des Byam Channel auf und ging anschließend unter. Bei dem Unfall kamen alle 30 Passagiere und zwei der vier Besatzungsmitglieder ums Leben.

## Flugzeug und Betreiber
Bei der verunglückten Maschine handelte es sich um eine Lockheed L-188 Electra mit der Werknummer 1141, die am 23. Mai 1961 mit dem Luftfahrzeugkennzeichen N136US erstmals an die Northwest Airlines ausgeliefert worden war. Ab dem 29. Dezember 1969 gehörte die Maschine mit ihrem neuen Kennzeichen CF-PAB zur Flotte der International Jetair Inc. und ab März 1970 zur Panarctic Oils. Das viermotorige Flugzeug war mit vier Turboproptriebwerken des Typs Allison 501-D13 ausgestattet.
Das Unternehmen Panarctic Oils war eine 1968 gegründete Gesellschaft zur Erkundung von Ölvorkommen im kanadischen Nordpolarkreis. Es ging später in Petro-Canada auf. Für die Beförderung von Mitarbeitern und Geräten charterte Panarctic Oils anfangs Maschinen von anderen Unternehmen, gründete jedoch bald eine eigene Flugzeugflotte.

## Flugverlauf

### Erster Flugabschnitt
Der Panarctic-Oils-Flug 416 begann um 18:05 Uhr des 29. Oktober 1974. Die Lockheed L-188 Electra verließ den Flughafen Calgary zu einem Positionierungsflug zum Flughafen Edmonton. Zu diesem Zeitpunkt befand sich lediglich eine dreiköpfige Besatzung an Bord, bestehend aus Flugkapitän, Erstem Offizier und Flugingenieur. Der halbstündige Flug verlief ohne besondere Zwischenfälle. Die Maschine wurde in Edmonton für den Weiterflug in den arktischen Norden Kanadas vorbereitet. Es wurden Gepäck und Fracht mit einem Gewicht von 20.000 Pfund (ca. 9.070 Kilogramm) an Bord gebracht und die Maschine wurde mit 21.000 Pfund (ca. 9.525 Kilogramm) Jet-B-Flugzeugtreibstoff betankt. Der Flugkapitän und der Flugingenieur wurden jeweils ausgewechselt. Der neue Flugkapitän wurde hinsichtlich der Wetterverhältnisse unterrichtet und der Flugplan wurde eingereicht.

### Zweiter Flugabschnitt
Die Dauer des zweiten Flugabschnitts sollte 4 Stunden und 12 Minuten betragen. Es stiegen 30 Passagiere zu, ebenso wie ein viertes, männliches Besatzungsmitglied, das auf dem kombinierten Fracht- und Personenflug als Lademeister und Flugbegleiter zugleich fungierte.
Die Maschine hob um 20:04 Uhr wieder in Edmonton ab. Der Flug verlief ohne besondere Zwischenfälle. Bis Fort Smith (Nordwest-Territorien) wurde die Maschine in einer Höhe von 18.000 Fuß (ca. 5500 Meter) geflogen, anschließend stieg sie auf 21.000 Fuß (ca. 6400 Meter). Übereinstimmend mit dem Zeitplan überflog die Maschine um 23:04 Uhr Byron Bay in Nunavut. Etwa 160 Kilometer weiter nördlich stieg die Maschine auf eine Flughöhe von 25.000 Fuß (ca. 7620 Meter). Als sich die Maschine in etwa 240 Kilometern Entfernung von Rea Point befand, nahm die Besatzung Funkkontakt mit dem Landeplatz auf. Es wurde ein VOR/DME-Geradeausanflug auf die Landebahn 33 durchgeführt. Der eingeleitete Sinkflug verlief abgesehen von ein paar Turbulenzen in einer Höhe von 4000 Fuß (ca. 1220 Meter) ruhig. Als sie sich in einer Entfernung von rund 27 Kilometern vom Flugplatz Rea Point befanden, behielten die Piloten für 1 Minute und 45 Sekunden eine Flughöhe von 2000 Fuß (ca. 610 Meter) bei, ehe sie die Maschine weiter sinken ließen, bis sich diese in einer Entfernung von knapp 10 Kilometern vom Flugplatz in einer Höhe von 875 Fuß (ca. 267 Meter) befand. Die Besatzung kontaktierte den Flugplatz von Rea Point und informierte über ihre DME-Entfernung im Endanflug.
Im Anflug wurde die Triebwerksleistung auf jeweils 1500 PS eingestellt. Beide UKW-Navigationsgeräte wurden auf die Frequenz des Rea-Point-Drehfunkfeuers und beide Radiokompasse auf das ungerichtete Funkfeuer von Rea Point eingestellt. Beide barometrischen Höhenmesser im Cockpit wurden auf den lokalen Luftdruck des Zielflugplatzes von 29.91 inch Hg (1012.9 hPa) eingestellt. Die angezeigte Fluggeschwindigkeit (IAS) betrug 150 Knoten (278 km/h) bei einer Gegenwindkomponente von 30 Knoten (56 km/h), was einer Geschwindigkeit von 120 Knoten (222 km/h) über Grund entspricht. Die Landecheckliste wurde abgearbeitet sowie die Landeklappen und das Fahrwerk vollständig ausgefahren. Die Landescheinwerfer waren ausgefahren, aber nicht eingeschaltet, die Scheinwerfer in den Flügelvorderkanten und die Rollscheinwerfer hingegen schon. Der Kapitän führte keine Landevorbesprechung durch.

## Unfallhergang
Beim Blick aus dem Cockpitfenster glaubte der Flugingenieur, die vereiste See erkennen zu können. Der Kapitän glaubte hingegen, dass sich die Maschine oberhalb einer Wolkenschicht befände, nahm daraufhin den Schub zurück und drückte das Steuerhorn nach vorne, wodurch deutliche g-Kräfte auf die Maschine einwirkten. Die Sinkgeschwindigkeit erhöhte sich rapide auf 1700 bis 2000 Fuß (518 bis 610 Meter) pro Minute. Als sich die Maschine in 200 Fuß (ca. 61 Meter) Höhe und 3 Kilometer von der Landebahn entfernt befand, rief der Erste Offizier dem die Maschine steuernden Flugkapitän zu, dass die Sinkrate zu hoch sei, worauf dieser jedoch nicht reagierte. Auf einer Flughöhe von 50 Fuß (ca. 15 Meter) riefen der Erste Offizier und der Flugingenieur beide dem Kapitän nochmal zu, doch auch diesmal folgte keine Reaktion. Der Erste Offizier streckte seine Hand nach den rechtsseitigen Schubhebeln aus, wo sich jedoch bereits die Hand des Flugingenieurs befand. Die Maschine schlug auf dem Eis auf. Beim Aufprall riss die Cockpitsektion vom Rumpf ab, ein Teil der Fracht wurde aus der Maschine herausgeschleudert und schlitterte bis zu 275 Meter über das Eis. Der Rumpf der Maschine versank in dem Loch, das durch den Aufprall in der Eisfläche entstanden war. Nachdem die Cockpitsektion auf dem Eis zum Stehen gekommen war, löste der Flugingenieur seinen Gurt. Als er sich aufrichtete, sah er, dass der Kapitän und der Erste Offizier sich noch in ihren Sitzen befanden. Obwohl er verletzt war, gelang es dem Ersten Offizier, seinen Sitzgurt zu lösen. Der Flugingenieur schaffte es, ihn auf die Eisfläche zu ziehen, als kurz darauf das Eis um die Cockpitsektion einbrach, die daraufhin ins Wasser stürzte und unterging.

## Opfer und Überlebende
Den Unfall überlebten nur der Erste Offizier und der Flugingenieur. Ein Passagier, der zunächst überlebt hatte, starb auf dem Weg zum Krankenhaus ins mehrere Tausend Kilometer entfernte Edmonton aufgrund seines starken Blutverlustes an einem hämorrhagischen Schock. Von den verbleibenden 31 Insassen des Flugzeugs hatten 16 Personen potenziell überlebbare Verletzungen. Von diesen Personen überlebten schätzungsweise fünf länger als 15 Minuten, vier überlebten 10 bis 15 Minuten und sieben weniger als 10 Minuten. Von denen, die weniger als 10 Minuten überlebten, wurden sechs auf dem Meeresboden gefunden, wahrscheinlich ertrunken.
Obwohl die Absturzstelle nur 2½ Meilen (etwa 4 km) vom Ende der Landebahn entfernt war, vergingen vom Zeitpunkt des Absturzes bis zur Ankunft der Rettungskräfte ungefähr zwei Stunden. Die Verzögerung war auf ein unzureichend festgelegtes Reaktionsprozedere für Notfälle zurückzuführen. Es befand sich kein Off-Airport-Fahrzeug in Bereitschaft, und die Notfallmaßnahmen nach dem Abbruch des Funkkontakts mit dem Flugzeug wurden nur zögerlich eingeleitet. Laut Unfallbericht war es jedoch unwahrscheinlich, dass eine schnellere Reaktion das Ergebnis beeinflusst hätte. Die Lage der Absturzstelle mit der extremen Entfernung zu größeren Städten mit professionell eingerichteten Unfallkliniken lässt dieses Urteil plausibel erscheinen.

## Reaktionen
In einem Artikel der Medicine Hat News vom 4. November 1974 wurde der Absturzort im Nordpolarmeer bei eisigen Bedingungen als der „schlimmste Ort für einen (Flug-)Unfall“ bezeichnet. Die Insel liegt etwa 700 Kilometer vom kanadischen Festland entfernt, im Umkreis von Hunderten von Kilometern befinden sich nur Eismeer und Polarsteppe, die meisten Gebiete sind unbewohnt, eine professionelle medizinische Infrastruktur war und ist in der Region nicht vorhanden, die nächstgelegenen Großstädte mit professionell eingerichteten Unfallkliniken liegen Tausende von Kilometern entfernt. Die Entfernung nach Edmonton, wohin der ursprünglich lebend geborgene Passagier überführt werden sollte, beträgt mehr als 2400 Kilometer Luftlinie. Die geschwächten Unfallopfer mit ihren potenziell überlebbaren Verletzungen waren extremer Kälte ausgesetzt und eine schnelle medizinische Erstversorgung konnte kaum geleistet werden.

## Unfallursache
Zu dem Unfall wurde ein 60-seitiges Gutachten veröffentlicht. Darin wurden folgende Unfallfaktoren angegeben:
- Der Anflug wurde unterhalb der von der Fluggesellschaft zugelassenen Mindestsinkflughöhe fortgesetzt;
- der verantwortliche Flugzeugführer reagierte unangemessen auf einen visuellen Hinweis und leitete plötzlich den letzten schnellen Abstieg ein, dieser Abstieg wurde als „irrational“[2]  bezeichnet;
- die zu hohe Sinkrate wurde aufgrund einer teilweisen Handlungsunfähigkeit des verantwortlichen Flugzeugführers nicht korrigiert;
- das Crew Resource Management in der Endphase des Fluges war unzureichend;
- durch die Fluggesellschaft wurde kein Flugbetriebshandbuch oder ähnliches Dokument bereitgestellt, in dem die Pflichten und Verantwortlichkeiten der Flugzeugbesatzung angemessen festgelegt wären;
- der Flug wurde nach den Betriebsbestimmungen für private und nicht denen für kommerzielle Flüge durchgeführt;
- die Notfallmaßnahmen am Flugplatz Rea Point waren unzureichend.